# Marie Høeg
Marie Høeg (Langesund, 15 de abril de 1866 – Oslo, 22 de febrero de 1949) fue una fotógrafa y sufragista noruega. El trabajo publicado de Høeg era de naturaleza tradicional, mientras que su fotografía privada, la que incluía imágenes de su pareja y creadas con la fotográfa Bolette Berg (1872-1944), desafiaban las ideas de género. Fue la fundadora de la Asociación de Discusión de Horten, que todavía está activa hoy. Høeg también comenzó la Rama Horten de la Asociación Nacional para el Derecho al Voto de las Mujeres, el Consejo de Mujeres de Horten y la Asociación de Tuberculosis de Horten.

## Biografía
Høeg nació en Langesund el 15 de abril de 1866. Ella era estudiante de fotografía en Brevik y completó su aprendizaje de fotografía en 1890. 
Desde 1890 a 1895, Høeg vivió en Finlandia, trabajando como fotógrafa en Ekenäs y Hanko. En este lugar estuvo muy influenciada por el movimiento finlandés de los derechos de las mujeres.
Høeg se mudó de Finlandia a Horten en Noruega en 1895 junto con Bolette Berg. Berg era cinco años más joven que Høeg y se había entrenado como fotógrafa, probablemente mientras vivía en Finlandia. Høeg y Berg establecieron y dirigieron su propio estudio de fotografía, que se llamaba Berg & Høeg.  Marie Høeg utilizó su estudio no solo para la fotografía, sino también como lugar de encuentro para mujeres interesadas en el feminismo y el sufragio femenino.  

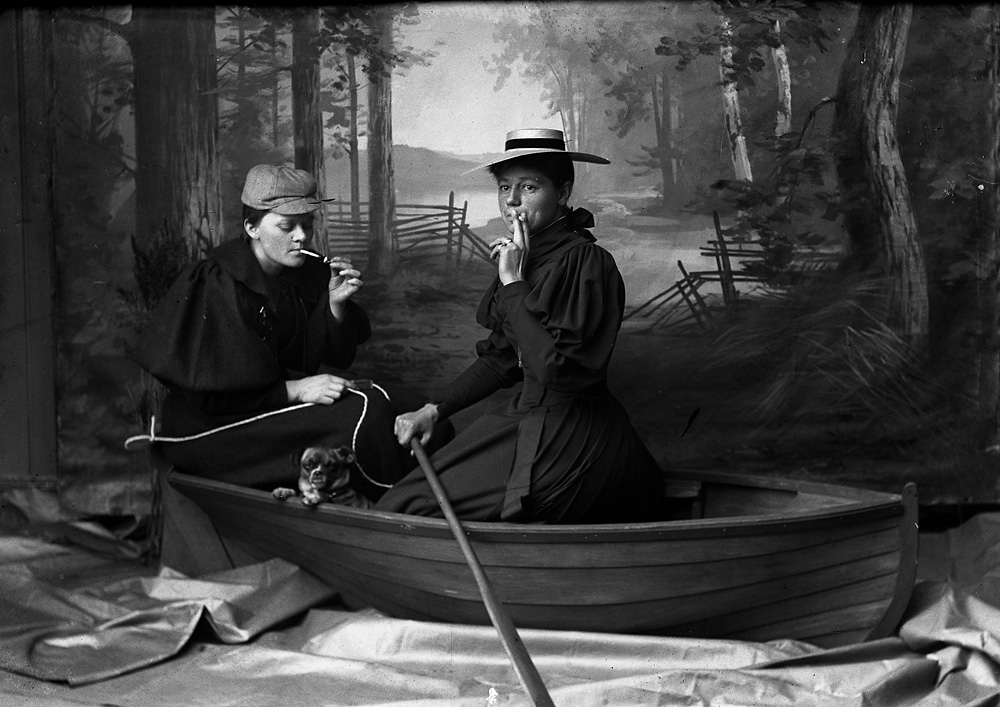
Høeg y su compañera Bolette Berg en una de sus propias fotos.

Høeg y Berg se mudaron a Kristiania (actual Oslo) en 1903 y continuaron trabajando como fotógrafas profesionales allí, principalmente produciendo postales escénicas y retratos.
Ambas fundaron la editorial Berg og Høghs Kunstforlag AS, publicando libros como el Norske Kvinder de tres volúmenes, que trata sobre el tema de la historia de las mujeres noruegas. 
Marie Høeg murió en Oslo el 22 de febrero de 1949.
Muchos de sus negativos de vidrio fueron descubiertos después de su muerte dentro de un granero en la década de 1980. El granero estaba en una granja donde Berg y Høeg vivieron el final de sus vidas. Una serie de negativos en una caja etiquetada como "privada" contenía una serie de imágenes en las que se mostraban escenificaciones y poses de Berg y Høeg junto a sus amigos y familiares, realizadas entre finales del siglo XIX y principios del XX. Estas imágenes de la pareja, vestidas con ropa de hombre, fumando y con bigote, iban más allá de los retratos convencionales que se hacían las mujeres en la época, desafiaban las convenciones sociales y rompían con los tradicionales roles de género. Estos 440 negativos de vidrio ahora están en la colección del Museo Preus.